# Branimir Sakač
Branimir Sakač (* 5. Juni 1918 in Zagreb; † 29. Dezember 1979 ebenda) war ein jugoslawischer Komponist.
Sakač studierte an der Musikakademie Zagreb. Nachdem er einige Jahre beim Rundfunk gearbeitet hatte, lebte er als freischaffender Komponist. Er komponierte neben kammermusikalischen und Orchesterwerken Stücke für elektronische Instrumente und Filmmusiken. Er wurde auf dem Mirogoj-Friedhof in Zagreb beigesetzt.

## Werke
- Djevojka i Hrast (Das Mädchen und die Eiche), Filmmusik, 1954
- 1960: Der neunte Kreis (Deveti krug) (Filmmusik)
- Matrix-Sinfonie, 1972
- Episode, für Orchester
- Räume für Orchester
- Studien I für Klavier und Schlagzeug
- Strukturen I für Kammerorchester
- Aleotorische Präludien für Klavier und Tonband
- Die Apokalyptischen Reiter für Tonband
- Synthana für elektronische Instrumente